# Wahl zur Nationalversammlung für Wales 2011
- Plaid: 11
- WLP: 30
- WLD: 5
- WCP: 14

- Austritt: 11
- Union: 49

Die Wahl zur Nationalversammlung für Wales 2011 war die vierte Wahl zur im Jahre 1999 neu eingerichteten Nationalversammlung in Cardiff und fand am 5. Mai 2011 statt. Am selben Tag fand auch die Wahl zum Parlament von Schottland und zur Nordirland-Versammlung statt und im gesamten Vereinigten Königreich wurde ein Wahlrechtsreferendum abgehalten. First Minister Carwyn Jones und seine Labour Party konnten ihre Position stärken und erreichten die Hälfte der Sitze.

## Wahlmodus
In Wales wurden 60 Abgeordnete gewählt, 40 davon in Wahlkreisen nach relativem Mehrheitswahlrecht und 20 über Parteilisten in fünf Regionen. Die Wahlkreisgrenzen waren im Vergleich zur letzten Wahl 2007 unverändert geblieben. 2.289.735 Personen waren wahlberechtigt – etwa 40.000 oder 1,9 % mehr als 2007.

## Parteien und Spitzenkandidaten
Insgesamt bewarben sich in den 40 Wahlkreisen 176 Kandidaten, darunter 160 aus den vier großen Parteien und sieben Parteilose. Bei der letzten Wahl 2007 waren es 197 Kandidaten gewesen. Auf den regionalen Parteilisten kandidierten zehn Parteien in allen fünf Regionen und weitere drei Parteien in mindestens einer Region sowie ein Einzelkandidat.
Die Spitzenkandidaten der vier großen Parteien waren:
- Welsh Labour Party (Arbeitspartei) – Carwyn Jones
- Plaid Cymru (Walisische Nationalpartei) – Ieuan Wyn Jones
- Welsh Conservative Party (Konservative) – Nicholas Bourne
- Welsh Liberal Democrats (Liberaldemokraten) – Kirsty Williams

## Ergebnis

Relative Mehrheiten in den 40 Wahlkreisen (die Farbgebung entspricht der der Tabelle)

20 Abgeordnete wurden über regionale Parteilisten in 5 Wahlregionen bestimmt

Die Wahlbeteiligung lag bei 42,2 % und damit etwa 20 Prozentpunkte niedriger als bei der letzten Unterhauswahl 2010, aber mehr als 10 Prozentpunkte höher als bei der Europawahl 2009.
| Partei    | Partei                              | Wahlkreis- stimmen | In %    | Wahlkreis- mandate | Listen- stimmen | In %    | Listen- mandate | Gesamt- mandate |
| --------- | ----------------------------------- | ------------------ | ------- | ------------------ | --------------- | ------- | --------------- | --------------- |
|           | Labour                              | 401.677            | 42,3 %  | 28                 | 349.935         | 36,9 %  | 2               | 30              |
|           | Conservatives                       | 237.388            | 25,0 %  | 6                  | 213.773         | 22,5 %  | 8               | 14              |
|           | Plaid Cymru                         | 182,907            | 19,3 %  | 5                  | 169.799         | 17,9 %  | 6               | 11              |
|           | Liberal Democrats                   | 100.259            | 10,6 %  | 1                  | 76.349          | 8,0 %   | 4               | 5               |
|           | UKIP                                | –                  | –       | –                  | 43.756          | 4,6 %   | 0               | 0               |
|           | Greens                              | 1.514              | 0,2 %   | 0                  | 32.649          | 3,4 %   | 0               | 0               |
|           | Socialist Labour Party              | –                  | –       | –                  | 23.020          | 2,4 %   | 0               | 0               |
|           | BNP                                 | 7.056              | 0,7 %   | 0                  | 22.610          | 2,4 %   | 0               | 0               |
|           | Welsh Christian Party               | –                  | –       | –                  | 8.947           | 0,9 %   | 0               | 0               |
|           | Welsh Communist Party               | –                  | –       | –                  | 2.676           | 0,3 %   | 0               | 0               |
|           | English Democrats                   | 744                | 0,1 %   | 0                  | 1.904           | 0,2 %   | 0               | 0               |
|           | TUSC                                | –                  | –       | –                  | 1.639           | 0,2 %   | 0               | 0               |
|           | Official Monster Raving Loony Party | –                  | –       | –                  | 1.237           | 0,1 %   | 0               | 0               |
|           | Llais Gwynedd                       | 3.225              | 0,3 %   | 0                  | –               | –       | –               | 0               |
|           | Putting Llanelli First              | 2.004              | 0,2 %   | 0                  | –               | –       | –               | 0               |
|           | Unabhängige                         | 12.478             | 1,3 %   | 0                  | 1.094           | 0,1 %   | 0               | 0               |
| Insgesamt | Insgesamt                           | 949.252            | 100,0 % | 40                 | 949.388         | 100,0 % | 20              | 60              |

## Bewertung
Insbesondere die Liberal Democrats und Plaid Cymru waren Verlierer der Wahl. Erstere befanden sich in einem Popularitätstief, nachdem die Partei eine Koalitionsregierung (Kabinett Cameron I) mit den Konservativen in London eingegangen war. Plaid Cymru unter Ieuan Wyn Jones konnte ihr gutes Ergebnis der letzten Wahl 2007 nicht mehr wiederholen. Jones kündigte daraufhin seinen Rücktritt als Parteivorsitzender bis zur Mitte der Legislaturperiode an. Seine Nachfolgerin in diesem Amt wurde am 12. März 2012 Leanne Wood. Die Konservativen erzielten ihr bislang bestes Ergebnis bei einer Wahl zur Nationalversammlung und wurden auch nach Sitzen zur zweitstärksten Partei. Im Gegensatz zu den vorangegangenen Wahlen gewann kein Kandidat einer kleineren Partei und kein Unabhängiger ein Mandat.